# باشگاه فوتبال زنان مون‌پلیه
باشگاه فوتبال زنان مون‌پلیه که به‌طور معمول به آن باشگاه مون پلیه زنان گفته می‌شود یک باشگاه فوتبال زنان است که در کمون ویلنو-ل-مگلون که یکی از بخش‌های کشور فرانسه می‌باشد واقع شده‌است. این باشگاه در سال ۱۹۹۰ میلادی تأسیس شد. باشگاه فوتبال زنان مون‌پولیه هم‌اکنون در لیگ برتر فوتبال زنان فرانسه بازی می‌کند و در فصل ۱۰–۲۰۰۹ به مقام چهارم رسید. باشگاه مون‌پولیه در حال حاضر توسط سارا ام باراک اداره می‌شود؛ و کاپیتان این تیم نیز پیش از جدا شدن دروازه‌بان و عضو تیم ملی زنان فرانسه سلین دوویل از این تیم و پیوستنش به تیم لیون در سال ۲۰۱۱ بود. این تیم بازیهای خانگی خود را در ورزشگاه ژوزف بلان که دارای گنجایش ۱٬۰۰۰ نفر است و در ویلنو-ل-مگلون قرار دارد میزبانی می‌کند. همچنین یکی دیگر از ورزشگاه‌های خانگی این تیم ورزشگاه استاد د گرامونت در مون‌پلیه است جایی که بخش مردان این باشگاه قرار دارد.

## تاریخچه
باشگاه مون‌پولیه در سال ۱۹۹۰ و با ادغام دو باشگاه محلی ریسینگ کلاب دو پاییاد و آنتانت کرسوآز تحت نام مون‌پلیه لو کرس تأسیس شد. در سال ۲۰۰۱ باشگاه فوتبال زنان بخشی از باشگاه فوتبال مون‌پلیه شد. از آن زمان بخش زنان این باشگاه دو بار در سال‌های ۲۰۰۴ و ۲۰۰۵ قهرمان لیگ برتر فوتبال زنان فرانسه شده‌است؛ و سه بار نیز قهرمان جام حذفی فوتبال زنان فرانسه در سال‌های ۲۰۰۶ ،۲۰۰۷ و ۲۰۰۹ شده‌است و این باشگاه را به یکی از قدرتمندترین باشگاه‌های فوتبال زنان در فرانسه بدل ساخته‌است. مون‌پلیه در فصل ۰۶–۲۰۰۵ لیگ قهرمانان اروپای زنان به نیمه نهایی این مسابقات رسید؛ و در فصل ۱۰–۲۰۰۹ این بازیها نیز موفق شد به یک چهارم نهایی این مسابقات راه یابد که در یک بازی خارج از خانه نهایتاً نتیجه را یک بر صفر به تیم سوئدی اومئا آی‌کی واگذار کردند.
تیم من پلیه بازیکنان سرشناس زیادی را ساخته‌است که اکثر آن‌ها در تیم ملی فوتبال زنان فرانسه نیز بازی کرده‌اند. هدا لتافیکی از اعضای کنونی تیم اول مون‌پلیه است و در طول ده سال حضور مداوم وی از سال ۱۹۹۷–۲۰۰۷ یکی از بازیکنان اصلی تیم ملی زنان فرانسه نیز به‌شمار می‌آید. لتاف کار خود را در تیم ملی فرانسه با ۱۰۰ بازی و ۳۱ گل زده به اتمام رساند. از بازیکنان پیشین و کنونی ملی این باشگاه می‌توان از سونیا بمپستور و کامی ابیلی نام برد که هردو خارج از فرانسه و در لیگ حرفه‌ای فوتبال زنان آمریکا بازی می‌کردند. بازیکنان ملی و بین‌المللی لوییزا نسیب ،آلودی تومیس و لر لوپیر همگی پیش از پیوستنشان به باشگاه فوتبال زنان المپیک لیون برای این تیم فوتبال بازی می‌کردند.

### اعضای کنونی
تا ۱۶ نوامبر ۲۰۱۷
| شماره |         | پست   | بازیکن              |
| ----- | ------- | ----- | ------------------- |
| 4     | فرانسه  | مدافع | Marion Torrent      |
| 5     | فرانسه  | مدافع | Laura Agard         |
| 6     | هلند    | هافبک | آنوک دکر            |
| 7     | فرانسه  | مدافع | Sakina Karchaoui    |
| 8     | فرانسه  | هافبک | Sandie Toletti      |
| 9     | فرانسه  | مهاجم | Laëtitia Tonazzi    |
| 10    | سوئد    | مهاجم | سوفیا جکوبسان       |
| 11    | دانمارک | هافبک | Katrine Veje        |
| 13    | فرانسه  | مدافع | Marion Romanelli    |
| 14    | اسپانیا | هافبک | Virginia Torrecilla |
| 15    | سوئد    | مهاجم | استینا بلکستنیوس    |

| شماره |        | پست       | بازیکن                 |
| ----- | ------ | --------- | ---------------------- |
| 16    | فرانسه | دروازه‌بان | Laëtitia Philippe      |
| 17    | بلژیک  | مهاجم     | Janice Cayman          |
| 18    | فرانسه | مهاجم     | Marie-Charlotte Léger  |
| 19    | هائیتی | مهاجم     | Nérilia Mondésir       |
| 21    | فرانسه | مهاجم     | Valérie Gauvin         |
| 22    | فرانسه | مدافع     | Morgane Nicoli         |
| 23    | سوئد   | مدافع     | لیندا سمبرنت (کاپیتان) |
| 24    | فرانسه | مهاجم     | Lindsey Thomas         |
| 26    | فرانسه | هافبک     | Manon Uffren           |
| 29    | فرانسه | مهاجم     | Clarisse Le Bihan      |
| 30    | فرانسه | دروازه‌بان | Méline Gerard          |

## افتخارات

### مسابقات رسمی
- لیگ برتر فوتبال زنان فرانسه (قهرمان فرانسه)
  - قهرمان(۲ مرتبه): ۲۰۰۴, ۲۰۰۵
  - نایب قهرمان (۴ مرتبه): ۲۰۰۶, ۲۰۰۷, ۲۰۰۹, ۲۰۱۷
- جام حذفی فرانسه
  - قهرمان(۳ مرتبه): ۲۰۰۶، ۲۰۰۷، ۲۰۰۹
  - نایب قهرمان (۶ مرتبه): ۲۰۰۳، ۲۰۱۰، ۲۰۱۱، ۲۰۱۲، ۲۰۱۵، ۲۰۱۶

### مسابقات دعوتی
- پیرنه کاپ

قهرمان(۲ مرتبه): ۲۰۰۸، ۲۰۱۰